# Pieter Corneliszoon Plockhoy

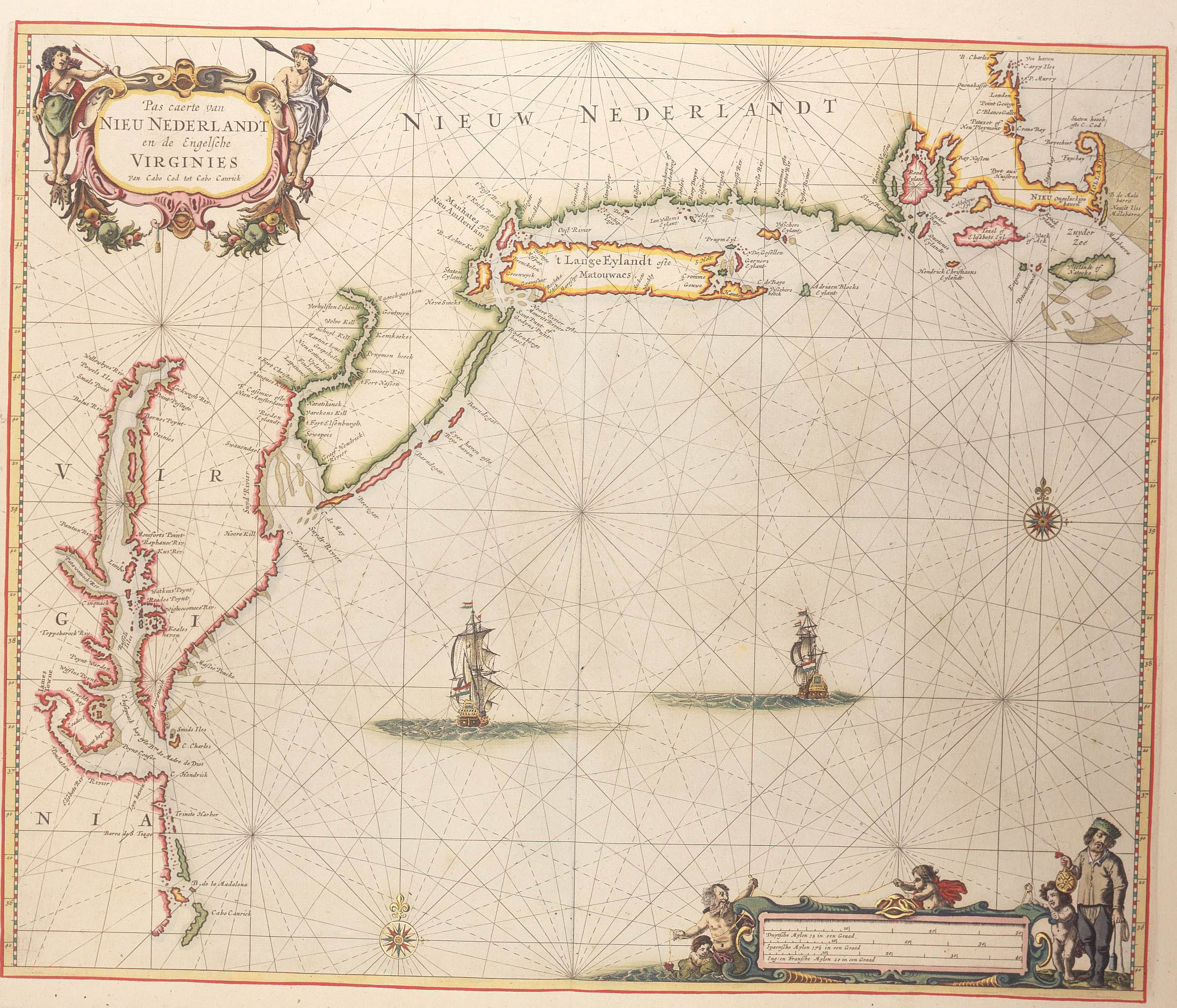
Pas Caerte van Nieu Nederlandt (1667) met Swaanendael en de Hoerenkil

Pieter Corneliszoon Plockhoy (ook Pieter Cornelisz Plockhoy van Zierikzee of Peter Cornelius van Zurick-zee, (Zierikzee, c. 1620 - Lewes (Delaware), c. 1664-1670) was een Nederlandse mennoniet of collegiant, dat is niet te zeggen, die in 1663 een utopische leefgemeenschap oprichtte aan de oevers van de baai van Delaware, om en nabij de Hoerenkil, en dicht bij het huidige Lewes, Delaware (USA). Deze nederzetting werd binnen het jaar vernietigd tijdens Tweede Engelse Zeeoorlog. Plockhoy had weinig op met hiërarchie of de adel, en was een voorloper van het socialisme. Hij bepleitte een scheiding van kerk en staat, een 6-urige werkdag, een democratische bestuursvorm, en weduwen- en wezenzorg. Volgens sommige eigentijdse bronnen verdedigde Plockhoy de polygamie.

## Biografie
Plockhoy werd rond 1620 geboren in het Zeeuwse Zierikzee en verhuisde als jonge man naar Middelburg. In 1640 werd hij gedoopt in de Vlaamse doopsgezinde gemeente. Vanaf 1646 leefde hij met zijn gezin in Amsterdam, waar hij met de strijd van de liberale mennonieten geassocieerd werd. Hij werd beïnvloed door zijn vriend Galenus Abrahamsz. de Haan, die samen met hem uit Zierikzee was gekomen.
Vanaf 1649 was Plockhoy lid van de doopsgezinde gemeente totdat hij er in 1654 met ruzie uit werd gezet omdat hij het volgens de kerkenraad niet zo nauw nam met de huwelijkse trouw. Hij werkte in de kring van de intellectueel en maatschappijhervormer Samuel Hartlib. Plockhoy publiceerde in 1658 politieke pamfletten om de eigentijdse sociale problemen aan de kaak te stellen. Zo schreef hij het traktaat The Way to the Peace and Settlement of these Nations waarin hij betoogde dat het mogelijk moest zijn om vrijelijk gedachten uit te wisselen over godsdienstige zaken.
Hij had eerder steun gezocht bij Oliver Cromwell over zijn ideeën waarvan hij naar Plockhoys zeggen gecharmeerd van was. Plockhoy poogde ook verschillende idealistische nederzettingen op te zetten in een buitenwijk van Londen, in Bristol en aan de Ierse Westkust. Zijn ideeën over een dergelijke gemeenschap gebaseerd op christelijke waarden beschreef hij in A Way Propounded to make the Poor in these and Other Nations Happy.
Na de Restauratie van Karel II van Engeland keerde Plockhoy terug naar Amsterdam. Het Amsterdamse stadsbestuur werd een belangrijke investeerder in de plannen van Plockhoy. Het had in 1656 van de West-Indische Compagnie het patroonschap van het gebied rond de Delaware-rivier - indertijd Zuid-rivier genoemd - ontvangen en wilde graag de mogelijkheid bekijken om graan uit de regio te importeren. Indertijd emigreerden veel Engelse quakers naar Nieuw-Amstel en omstreken om de strikte godsdienstregels in Engeland te ontvluchten. Vanwege deze migratiestromen was het Amsterdamse stadsbestuur er veel aan gelegen om de vestiging van Nederlanders in het gebied te stimuleren. Zij gaven Plockhoy de ruimte om een gemeenschap op te zetten gebaseerd op 'democratische grondslag en godsdienstvrijheid'.
Plockhoy werkte samen met Franciscus van den Enden om een nieuwe, egalitaire samenleving op te gaan richten in Nieuw-Nederland. In 1661 werd een concessie gevraagd bij het Amsterdamse stadsbestuur en de WIC. Van den Enden heeft een belangrijk aandeel gehad in zijn pleit bij het stadsbestuur voor Plockhoy. Hij ontving geld van de burgemeesters als lening en publiceerde zijn plan en contract Kort en Klaer Ontwerp genaamd. (Plockhoy verbood slavernij - heel gewoon in Nieuw-Amstel - in zijn gemeenschap.) In mei 1663 scheepte hij in naar de Nieuwe Wereld.
In juli 1663 zetten Plockhoy en 40 kolonisten voet aan wal op de rede van Fort Sikonesse aan wat tegenwoordig de Delaware-rivier is. De groep vestigde zich aan de Delaware Bay dicht bij de voormalige kolonie Swaanendael en Nieuw-Amstel. Hij overleed nadat de nederzetting door de Engelsen werd veroverd; Jonathan Israel houdt het op ca 1694, anderen op ca 1700, maar het lijkt eerder om de dan blinde zoon Cornelis te gaan. Zijn weduwe en zijn zoon Cornelis zouden aanvankelijk zijn blijven wonen in Lewes. Cornelis werd in 1682 genaturaliseerd. Later zijn zij verhuisd naar Germantown, Pennsylvania, waar zij zich vestigden onder de Nederlandse en Duitse Mennonieten.
Anthonie Pietersz. Plockhoij kocht in 1694 een huis in de Jordaan.